# 우폿테!!
우폿테!!(일본어: うぽって!!)는 일본의 만화다.